# Agne Simonsson
Agne Simonsson   (Göteborg, 19 d'octubre de 1935 - Göteborg, 22 de setembre de 2020) fou un futbolista i entrenador de futbol suec dels anys 1950 i 1960.
Fou internacional amb la selecció de Suècia, amb la qual disputà 51 partits i marcà 27 gols. Jugà la Copa del Món de 1958 on marcà 4 gols. Pel que fa a clubs, passà la major part de la seva carrera a l'Örgryte IS, amb breus estades a Reial Madrid i Reial Societat.